# Softengi

Softengi (укр. «Софтенжі») — український постачальник послуг в галузі IT-аутсорсингу, створена в 2009 році як спін-офф однієї з провідних компаній-постачальників програмного забезпечення «Софтлайн», заснованої в 1995 році випускниками Київського політехнічного інституту.
Компанія Softengi спеціалізується головним чином на розробці програмного забезпечення, аутсорсингу бізнес-процесів в галузі ІТ, розробці мобільних додатків, 3D-моделюванні, а також наданні клієнтам ІТ-спеціалістів під конкретні проекти (центри розробки ПЗ). Інженери з розробки ПЗ компанії сертифіковані в Microsoft і Oracle Corporation. Менеджери проектів компанії сертифіковані за рівнем В і С Міжнародною асоціацією управління проектами.
Softengi має офіси в Києві, Харкові, Житомирі, а також представництва в Тбілісі, Грузія, країнах Євросоюзу і Каліфорнії, США.
Softengi є частиною Intecracy Group — міжнародного IT-об'єднання, компанії якого налічують об'єднує більш ніж 700 ІТ-фахівців, і також є членом Української Hi-Tech Ініціативи,, Європейської Бізнес Асоціації, USUBC і Асоціації «ІТ України».
Компанія є золотим партнером Microsoft.

## Історія
В 1995 році була заснована компанія «Софтлайн», яка займалася розробкою програмного забезпечення.
В 1997 році компанія виконує свій перший великий проєкт для замовника з США. В 1999 році створюється розподілена команда розробників для виконання проєктів клієнта в США на базі Java-технологій. А у 2001 році «Софтлайн» створює ексклюзивний центр розробки ПЗ на базі .Net-технологій для одного з клієнтів в США, який функціонує і до сьогодні.
У 2002 році в «Софтлайн» стартував проєкт тривалістю 3 роки з реінжинірингу застарілої системи в Європі і переведення її на нову технологічну платформу.
У 2003 році компанія «Софтлайн» отримує сертифікат відповідності міжнародному стандарту якості ISO 9001:2000.
У 2004 році стається активний вихід «Софтлайн» на ринок США завдяки співпраці з компанією Volia Software (США).
2005 рік — сертифікація на відповідність вимогам моделі зрілості CMM 3-го рівня.
У 2006 році компанія «Софтлайн» відкриває власну студію 3D-моделювання.
Протягом 2007 року фахівці компанії «Софтлайн» беруть участь у міжнародних проєктах, що проводяться Європейською Комісією та ООН. Також компанія проходить сертифікацію на відповідність вимогам моделі зрілості CMMI 4-го рівня.
Протягом 2008 року спеціалісти компанії «Софтлайн» беруть участь в проєкті для українського уряду, спонсором якого виступає Світовий Банк. Реалізовані перші успішні проєкти в Грузії, Казахстані та Росії.
У 2009 році в Києві засновується компанія Softengi, як спін-офф компанії «Софтлайн». Softengi планується як розробника програмного забезпечення з вузьким масштабом географічного охоплення — в основному для ринків США і Європи. У тому ж році Softengi стає частиною ІТ-консорціуму Intecracy Group.
У 2010 році компанія Softengi починає новий напрямок розробки програмного забезпечення для iPhone/iPad.
У 2011 році компанія отримала сертифікат відповідності якості ISO 9001:2008. Географія реалізації проєктів компанії сягає 8 країн.

## Проєкти

### Розробка програмного забезпечення
Softengi надає послуги з розробки програмного забезпечення, включаючи весь цикл розробки додатків, починаючи з постановки бізнес-завдання та збору вимог і закінчуючи розгортанням системи, передачею знань і технічною підтримкою.
Для того, щоб легко об'єднати процеси розробки ПЗ з процесами замовника і врахувати можливі відхилення від стандартних процесів, компанія використовує Agile-методологію за підтримки гнучкого і налаштованого набору CMMI-практик. Всі процеси, від старту проєкту до його закриття, контролюються внутрішньою Службою Якості компанії.
Компанія Softengi розробляє проєкти з використанням .Net, Java, web, 3D та мобільних технологій (Android, iOS, Windows Mobile).
Серед інших проєктів, компанія займалася розробкою системи управління для страхових компаній в Швейцарії, яка охоплює всі потреби внутрішніх процесів страхової компанії, виконання розрахунків та створення документів; онлайн системи управління логістикою, яка обробляє замовлення і запити дистриб'юторів по складах, розміщеним по всьому світу для компанії з США; системи для агрегації даних ВБО «Всеукраїнська мережа людей, що живуть з ВІЛ/СНІД»; рішення для ноутбуків, що дозволяє підвищити продаж комп'ютерної техніки, за замовленням світової корпорації-виробника електронних пристроїв і комп'ютерних компонентів, та ін.
Крім того, компанія покращила функціональні можливості системи внутрішнього кредитування для АТ «Банк Грузії», з наступним переходом на платформу Microsoft SharePoint 2010. Основною особливістю проєкту була відсутність грузинськомовного пакету MS SharePoint. Компанія Softengi локалізувала систему для грузинського інтерфейсу користувача.

### Центри розробки
Концепція центрів розробки полягає в створенні власних центрів розробки програмного забезпечення для клієнтів в популярних країнах аутсорсингу, скорочуючи при цьому вартість послуг.
Компанія Softengi створила найбільший центр розробки для компанії Enviance, Inc, провідного світового постачальника програмного забезпечення як послуги в галузі захисту навколишнього середовища, здоров'я та безпеки, заснованого в Каліфорнії, США. Система, яка була розроблена для клієнта, складається з декількох програмних додатків, необхідних для кінцевих клієнтів в SaaS-моделі. На додаток до цього проєкту, були проаналізовані, модифіковані та розгорнуті деякі традиційні клієнт-серверні додатки в середовищі SaaS. Проєкту було присвячено більше мільйона людино-годин. Проєкт продовжується досі з більш ніж 40 співробітниками, що працюють на Enviance, Inc. з київського офісу Softengi.

### Мобільні додатки
Компанія розробила цілий ряд мобільних додатків, як власних, так і для відповідних клієнтів на базі операційних систем Android, iOS та Windows Mobile.
Розробники компанії Softengi розробили додаток Accelerometer («Акселерометр») для iPhone для підрахунку кроків, відстані, швидкості і розрахунку кількість спалених калорій.
Компанія Softengi розробила додаток iCSound для iPad. Додаток надає користувачеві можливість створювати власну музику, «бачити» звуки з різних музичних інструментів і попередньо заміксованих музичних петель. iCSound дозволяє змішувати до 40 петель музики з необмеженою кількістю звукових ефектів.
Розробники компанії Softengi розробили додаток-гід по країні/місту для мобільних пристроїв на базі Android, який допомагає оглядати визначні пам'ятки країни/міста з GPS, GoogleMaps, із визначенням пам'яток, що розташовані недалеко від готелю. Інтеграція з Layare (доповнена реальність) дозволила побачити необхідні об'єкти (цікаві місця, зупинки, ресторани і т. д.), а також додавати власні об'єкти інфраструктури та місця.

### Інтерактивна архітектурна візуалізація
3D-студія компанії Softengi розробила рішення по архітектурній візуалізації на базі технології Unity, яке дозволить будівельним компаніям і архітектурним бюро презентувати свої проєкти, і знизити на 40 % витрати на розробку 3D-презентацій об'єктів.
Серед переваг такої інтерактивної 3D-презентації:
- Реалістичне зображення,
- Повна свобода дій користувача (дозволяє ходити, літати, відкривати двері, заглядати у вікна і т. д.),
- Можливість змінювати для презентації добу, освітлення і навіть погодні умови,
- Використання в роботі всіх можливих форматів даних для прискорення створення об'єкта (AutoCAD, Maya, і 3DS Max, Sketch-Up),
- Моментальний перегляд змін без очікування результатів рендерингу,
- можливість робити знімки майбутньої будівлі і запису відео в реальному часі.

Дана технологія архітектурної візуалізації дозволяє створювати не тільки екстер'єр, а й інтер'єр — інженерні комунікації, меблювання поверхів, паркінгів та автомобілів.

## Клієнти
Серед клієнтів для різних проєктів компанія Softengi є великі та середні компанії з США, України, Росії, Швейцарії, Грузії, Бельгії:
- США: The Structure Group, Syntex Management Systems, Peterbilt Inc., HedgeServ
- Швейцарія: Ingersoll-Rand
- Канада: Bombardier
- Грузія: АТ «Банк Грузії»
- Україна: ВБО «Всеукраїнська мережа людей, що живуть з ВІЛ/СНІД»